# A-Lin
Huang Li-ling (chinesisch: 黃麗玲 Huáng Lìlíng, amisisch: Lisang Pacidal Koyouan, * 20. September 1983 in Lingya), bekannt unter ihrem Künstlernamen A-Lin, ist eine taiwanische Popsängerin im Bereich des Mandopop. Sie in der gesamten chinesischsprachigen Welt bekannt.

## Jugend
A-Lin wurde am 20. September 1983 im Bezirk Lingya der südtaiwanischen Stadt Kaohsiung geboren, doch sie wuchs im Heimatdorf ihrer Familie in der Region Sanxiantai (Chenggong im Landkreis Taitung) an der Ostküste Taiwans auf. Wie ihre Familie ist sie katholischen Glaubens und gehört dem indigenen Volk der Amis an. Ihre bürgerlichen Namen sind Huang Liling (張惠妹, chinesisch) und Lisang Pacidal Koyouan (amisisch).
A-Lin studierte an der Chung-Hwa-Universität für Medizintechnik in Tainan. Neben ihrem Studium trat sie regelmäßig als Sängerin auf.

## Karriere

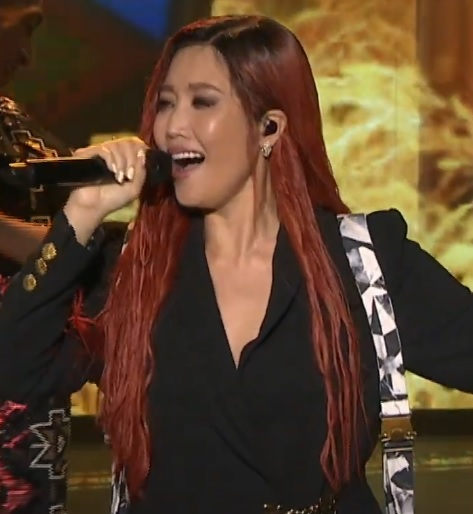
A-Lin im Jahr 2022

Nach ihrem Studienabschluss konzentrierte sich A-Lin auf ihre Karriere als Sängerin und trat in verschiedenen Städten Taiwans in Bars, Nachtclubs und auf Veranstaltungen auf. Im Jahr 2005 wurde sie von dem taiwanischen Label Avex Taiwan unter Vertrag genommen. Im folgenden Jahr erschien ihr erstes Album Lovelorn, Not Guilty (失戀無罪).
Ende 2006 trat sie in dem Musical In Love with Carmen (愛上卡門) ihrer Sängerkollegin A-Mei auf, wodurch sie einem breiten Publikum bekannt wurde.
Im Jahr 2015 nahm A-Lin an der dritten Staffel der chinesischen Gesangswettbewerbsserie I Am a Singer (我是歌手) teil und erreichte den vierten Platz. Die Serie verhalf ihr zu großer Bekanntheit in China. Im selben Jahr veranstaltete sie ihre erste Konzerttournee durch China.
A-Lin unternahm zwischen 2011 und 2024 sieben internationale Konzerttourneen. Neben Taiwan war dabei seit 2015 zunehmend China ihr wichtigstes Auftrittsland, wo sie im Jahr 2024 über 20 Konzerte gab. Weitere Tourneeziele umfassten Hongkong, Macau, Singapur, Malaysia, die Philippinen, Australien, Neuseeland, die USA und Kanada.
Seit 2014 steht sie bei Sony Music unter Vertrag.

## Auszeichnungen
Im Jahr 2023 wurde A-Lin für ihr Album LINK mit dem Golden Melody Award (金曲獎) des taiwanischen Kulturministeriums in der Kategorie Beste chinesischsprachige Sängerin ausgezeichnet. Zuvor war sie fünfmal für diese Auszeichnung nominiert worden. Außerdem wurde sie bei den Hongkonger Jade Solid Gold Awards (勁歌金曲獎) für das Lied Before, After (以前, 以後) mit dem Silberpreis (銀獎) in der Kategorie Beliebtestes chinesischsprachiges Lied ausgezeichnet.

## Privatleben
A-Lin ist seit 2007 mit dem ehemaligen Baseballspieler und -trainer Huang Kan-lin verheiratet. Die beiden haben eine Tochter.

## Diskografie

### Studienalben
- 2006: Lovelorn, Not Guilty (失戀無罪)
- 2008: Diva (天生歌姬)
- 2009: Before, After (以前 以後)
- 2010: Loneliness Is Not the Hardest Part (寂寞不痛)
- 2011: We Will Be Better (我們會更好的)
- 2012: Happiness, Then What (幸福了 然後呢)
- 2014: Guilt (罪惡感)
- 2017: A-Lin
- 2022: LINK

### Singles
- 2006: Lovelorn, Not Guilty (失戀無罪), Four Seasons (四季)
- 2008: P.S. I Love You (P.S.我爱你)
- 2009: Breaking Up Takes Practice (分手需要練習的), Happier, Now (現在我很幸福), Before, After (以前, 以後)
- 2010: Give Me a Reason to Forget (給我一個理由忘記), Loneliness Is Not the Hardest Part (寂寞不痛)
- 2011: Embrace (大大的擁抱), I'm Busy (我很忙)
- 2012: Happiness, Then What (幸福了 然後呢), 920 (mit Xiao Yu), A Best Friend's Blessings (好朋友的祝福)
- 2014: What Was Taken (拿走了什麼), Guilt (罪惡感), Rare Loneliness (難得孤寂)
- 2017: Pseudo-Single, Yet Single (未單身), Go (一直走)
- 2018: A Kind of Sorrow (有一種悲傷), Dancing in the Sky (一舞鍾情)
- 2019: Rainbow (雨後彩虹), Passenger (通透)
- 2020: Parallel Crossed (平行交叉, mit Zhang Zining)
- 2021: Turn (盡情旋轉)
- 2022: Best Friend (挚友), Conversation (聊聊天)
- 2023: Loveholic (愛情控)